# Saskia van Uylenburgh

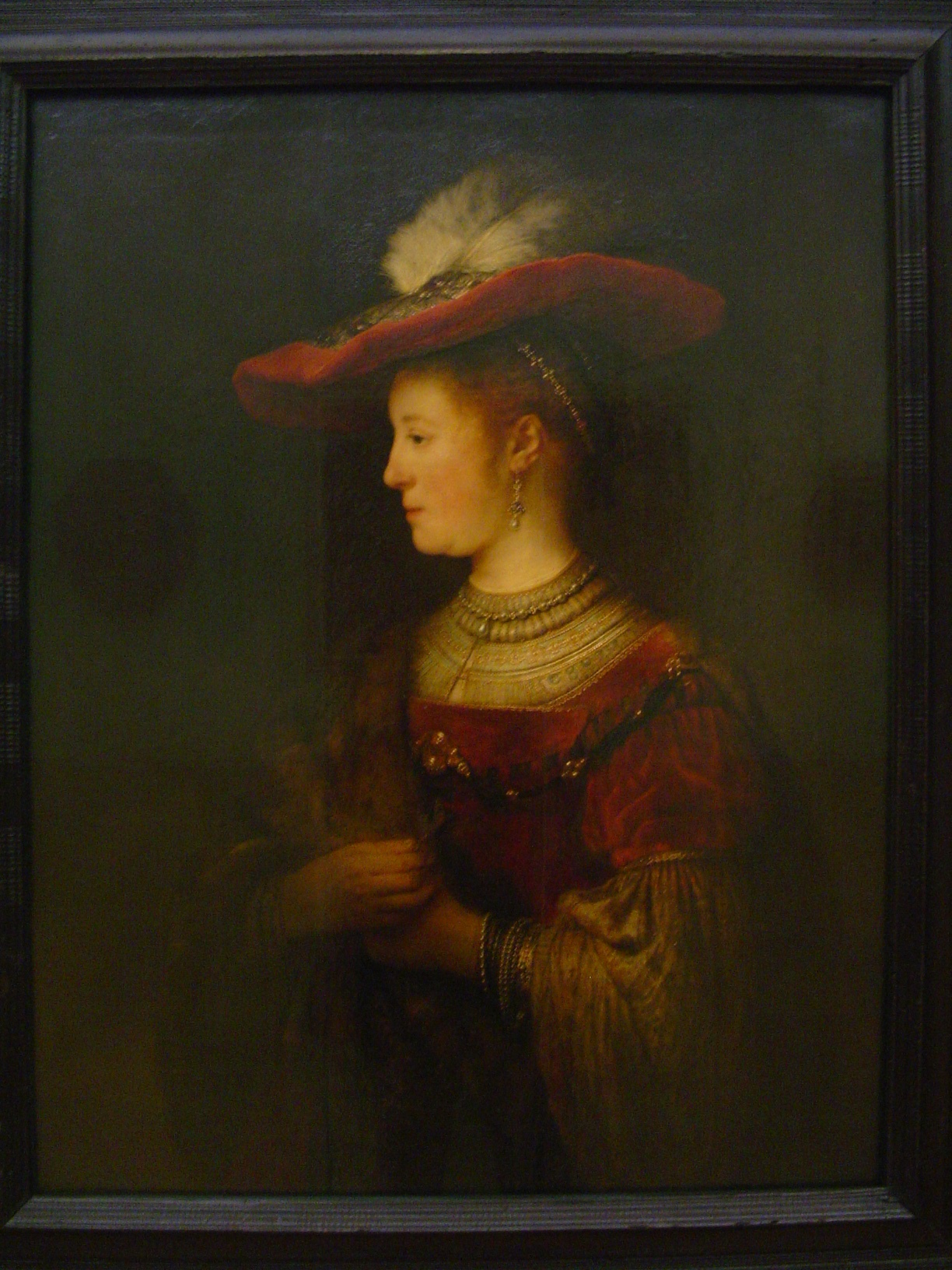
Retrato de Saskia Uylenburgh por Rembrandt.

Saskia van Uylenburgh (*2 de agosto de 1612, Leeuwarden; † 14 de junho de 1642, Amsterdã) foi filha do prefeito de Amsterdã e casada com Rembrandt, o mestre da arte barroca. Seu pai era um burgomestre à época, pertencente à nata da sociedade local. 
Foi a mais jovem entre os nove filhos de Rombertus van Uylenborch. Perdeu a mãe aos 7 anos e seu pai aos 12, tendo sido criada por sua irmã mais velha. Se mudou para Amsterdã com uma prima, e através de um outro primo, Hendrick van Uylenborch, conheceu o pintor Rembrandt.

## Casamento com Rembrandt
Rembrandt desenhou Saskia pela primeira vez três dias depois de seu noivado, no verão de 1633, quando ele tinha 28 anos. Em 1639 se mudaram para uma casa própria, onde hoje funciona um museu em homenagem ao pintor. Os dois juntos tiveram quatro filhos. Rombertus, que morreu no parto; Duas meninas, que viveram poucos dias; E Titus, o quarto filho nasceu 1641.
Em 1642. Poucos meses depois de dar a luz, Saskia faleceu de tuberculose ou da peste, aos 29 anos